# جيم ستيوارت (لاعب هوكي جليد)
جيم ستيوارت (بالإنجليزية: Jim Stewart)‏ هو لاعب هوكي جليد أمريكي، ولد في 23 أبريل 1957 في كامبريدج في الولايات المتحدة.

## وصلات خارجية
- جيم ستيوارت على موقع دوري الهوكي الوطني (الإنجليزية)
- جيم ستيوارت على موقع قاعة مشاهير الهوكي (لاعب أن.إتش.أل) (الإنجليزية)
- جيم ستيوارت على موقع EliteProspects.com (الإنجليزية)
- جيم ستيوارت على موقع HockeyDB.com (الإنجليزية)
- جيم ستيوارت على موقع Hockey-Reference.com (الإنجليزية)